# からたちの花
「からたちの花」（からたちのはな）は、北原白秋作詞、山田耕筰作曲による日本の童謡である。赤い鳥運動を代表する楽曲となり、のちに文部省唱歌にも採用された。2007年には日本の歌百選に選出されている。また、北原白秋の少年期から青年期を描いた映画やテレビドラマの題名にも用いられた。ただし、詞の原案は山田耕筰の少年期のエピソードによるものである。

## 解説
3拍子と2拍子がめまぐるしく入れ替わり、子どもが歌うには声域的にも技術的にも難度が高い。
テンポについては、戦前に出版された楽譜に記載された「4分音符＝56」が普及していたが、その後の研究で、1950年発行の日本放送出版協会の楽譜に作曲者の意向が反映されていることがわかり、そこに記載された「ゆるくしずかに やや自由に（8分音符＝72～92）」が、作曲者のイメージしたものであるとされる。
鈴木三重吉による赤い鳥運動に参加した山田耕筰と北原白秋は、1922年に雑誌『詩と音楽』を創刊するなど深い親交があり、多くの歌曲を共作している。そのような関係の中から、詞のみ1924年に「赤い鳥」で発表、メロディは1925年に「女性」で発表された。
1925年にソプラノ歌手・荻野綾子（1898年 - 1944年）の、1926年に藤原義江の歌唱によるレコードが発売されている。
耕筰は幼い頃養子に出され、活版工場で勤労しながら夜学で学んだ。耕筰は自伝において、工場でつらい目に遭うと、からたちの垣根まで逃げ出して泣いたと述懐している。この歌は耕筰のこの思い出を白秋が詞にしたものである。

## 歌詞
からたちの花が咲いたよ。

白い白い花が咲いたよ。

からたちのとげはいたいよ。

青い青い針のとげだよ。

からたちは畑の垣根よ。

いつもいつもとおる道だよ。

からたちも秋はみのるよ。

まろいまろい金のたまだよ。

からたちのそばで泣いたよ。

みんなみんなやさしかつたよ。

からたちの花が咲いたよ。

白い白い花が咲いたよ。

## 歌碑
- 巣鴨教会敷地内 1992年11月建立。※周りには北原白秋記念館から種を譲り受けたカラタチが植えられている[1]。
- 西多磨霊園 山田家墓所の石灯籠
- 西鉄柳川駅前[8]※1980年旧駅舎完成時に石碑が設置される。駅舎改装の際に撤去され、2016年1月に新たにステンレス銘板の歌碑が設置された[9]。

## エピソード
- 各車両ごとに異なる外装デザインを施して2015年10月に運行開始した柳川観光列車「水都（すいと）」の4号車のデザインに、白秋にちなんでからたちの花のデザインが採用された[10]。

## からたちの花 (映画)
長谷健原作、脚本：八住利雄、監督：佐伯清主演：北原隆、音楽：古関裕而。1954年10月26日に日活系で公開。北原白秋の若い頃、柳川時代を描いた作品。この映画で柳川は観光地として有名になった。

### スタッフ
以下のスタッフ名は特に記載がない限りKINENOTEに従った。
- 監督 - 佐伯清
- 脚色 - 八住利雄
- 原作 - 長谷健
- 製作 - 岩井金男
- 撮影 - 中尾利太郎
- 美術 - 小池一美
- 音楽 - 古関裕而[11]
- 録音 - 八木多木之助
- 照明 - 河野愛三

### キャスト
以下の出演者名と役名はKINENOTEに従った。
- 北原隆吉 - 北原隆
- 北原長太郎 - 山村聡
- 北原しげ - 夏川静江
- 北原鉄雄 - 高島稔
- 中野清介 - 牧真介
- 中野吾市 - 清水元
- 中野とよ - 山田五十鈴
- 喜一 - 柳谷寛
- 久助 - 深水吉衛
- 時子 - 雨宮節子
- 千代 - 坪内美子
- 雪枝 - 桂典子
- 道真 - 永田靖
- 松尾熊次郎 - 中原啓七
- 牧野先生 - 信欣三
- 大川先生 - 天草四郎
- 小島先生 - 伊藤雄之助
- 長部先生 - 伊沢一郎
- 浜口館長 - 三島雅夫
- 七蔵 - 宇野重吉
- おたき - 小夜福子
- おみか - 利根はる恵
- 津村 - 東谷暎子

## からたちの花 (テレビドラマ)
1958年4月8日から同年5月20日まで、日本テレビの『山一名作劇場』で放送。全7回。

### 出演者
- 荒木玉枝
- 鈴木光枝
- 田村錦人
- 新田玄
- 外山高士
- 池田忠夫
- 新倉一夫
- 五月女道子
- 大谷兼臣
- 加藤忠
- 西村惇二
- 森幹太
- 文学座

### スタッフ
- 脚本：火野葦平
- 演出：安藤勇二

| 日本テレビ 山一名作劇場 | 日本テレビ 山一名作劇場       | 日本テレビ 山一名作劇場 |
| 前番組                  | 番組名                        | 次番組                  |
| ----------------------- | ----------------------------- | ----------------------- |
| 花ひらく                | からたちの花 （テレビドラマ） | 吾輩は猫である          |